# Dawson Turner (rugby)
Pour les articles homonymes, voir Turner.
Cet article concerne le joueur de rugby. Pour le banquier et botaniste, voir Dawson Turner.
Dawson Turner (15 décembre 1846 - 25 février 1909) est un international de rugby britannique, qui a représenté l'Angleterre de 1871 à 1875. 

## Biographie
Dawson Palgrave Turner naît en 1846 à Calcutta, en Inde. Il est le fils de Gurney Turner et de Mary Anne Hamilton Mowatt. Son grand-père paternel, Dawson Turner, est banquier et botaniste. Il fait ses études secondaires à la Rugby School, où il apprend à jouer au rugby.

## Carrière sportive
Dawson Turner joue ensuite pour le Richmond FC. Il  fait ses débuts internationaux le 27 mars 1871 à Édimbourg lors du match Écosse contre Angleterre.  Sur les six matches qu'il a disputés pour son équipe nationale, il a été du côté des vainqueurs à trois reprises et il a disputé les cinq premiers matches contre l’Écosse. Il est décrit comme un « attaquant infatigable ». Il dispute son dernier match pour l'Angleterre le 8 mars 1875 à Édimbourg lors du match Écosse contre Angleterre.

## Carrière et vie personnelle
Il épouse en 1867 Emma Morgan à l'église St.Johns de Toronto. Il suit une formation de médecin et en 1871, il est étudiant obstétricien à l'University College Hospital. Il est ensuite officier dans l'armée anglaise. Il meurt en mars 1909.